# Holconia colberti
Holconia colberti là một loài nhện trong họ Sparassidae.
Loài này thuộc chi Holconia. Holconia colberti được Arthur Stanley Hirst miêu tả năm 1991.